# League of European Research Universities

League of European Research Universities

Die League of European Research Universities (LERU; deutsch Liga Europäischer Forschungsuniversitäten) ist ein Netzwerk von europäischen Universitäten, die sich der Spitzenforschung verschrieben haben. 
Im Jahr 2002 gründeten 12 Universitäten den Verein mit Sitz in Löwen, Belgien. Bis 2010 war die Anzahl Mitgliedsuniversitäten auf 21 gewachsen. Die Mitgliedschaft ist nur auf Einladung durch LERU möglich.
Im Januar 2017 traten das Trinity College Dublin sowie die Universität Kopenhagen der LERU bei, 2024 die ETH Zürich. 

## Mitglieder
Belgien
- Katholieke Universiteit Leuven (Gründungsmitglied)

 Dänemark
- Universität Kopenhagen

 Deutschland
- Albert-Ludwigs-Universität Freiburg
- Ruprecht-Karls-Universität Heidelberg (Gründungsmitglied)
- Ludwig-Maximilians-Universität München (Gründungsmitglied)

 Finnland
- Universität Helsinki (Gründungsmitglied)

 Frankreich
- Sorbonne Université, Paris
- Universität Paris-Saclay
- Universität Straßburg (Gründungsmitglied)

 Italien
- Universität Mailand (Gründungsmitglied)

 Irland
- Trinity College Dublin

 Niederlande
- Universität Amsterdam
- Universität Leiden (Gründungsmitglied)
- Universität Utrecht

 Schweden
- Universität Lund
- Karolinska Institutet (Gründungsmitglied)

 Schweiz
- ETH Zürich
- Universität Genf (Gründungsmitglied)
- Universität Zürich

 Spanien
- Universität Barcelona

 Vereinigtes Königreich
- Imperial College London
- Universität Cambridge (Gründungsmitglied)
- University College London
- Universität Edinburgh (Gründungsmitglied)
- Universität Oxford (Gründungsmitglied)